# Mesilato

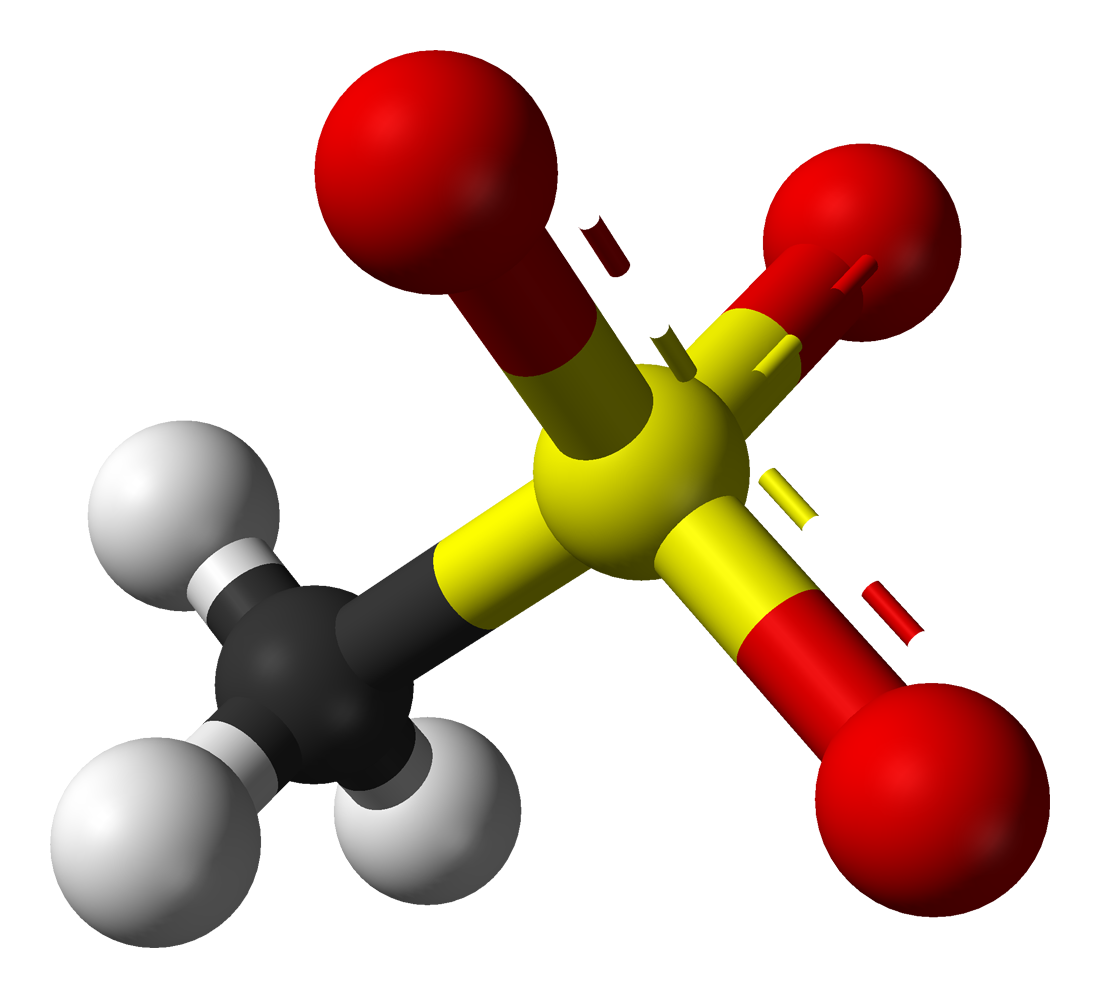
Modelo bolas-e-palitos do ânion mesilato.

Em química, um mesilato é qualquer sal ou éster do ácido metanossulfônico (CH3SO3H). Em sais, o mesilato está presente como o ânion CH3SO3−. Os ésteres mesilatos são um dos grupos de compostos orgânicos que compartilham do mesmo grupo funcional CH3SO2O–R, abreviação MsO–R, em que R é um carbono da cadeia principal.

Fórmula estrutural do ânion mesilato.

O mesilato pode ser preparado pela reação do cloreto de mesila (CH3SO2Cl) com um álcool.

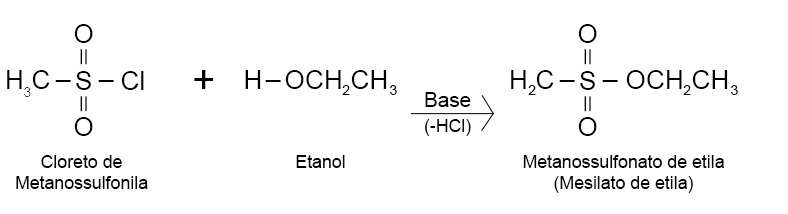

Nas reações de substituição nucleofílica, o substituinte mesilato é considerado um bom grupo abandonador por sua base conjugada ser considerada fraca, ou seja, é um substituinte que forma íon estável em solução.

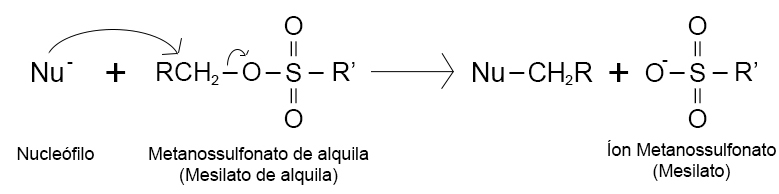
Reação de substituição do Mesilato